# Played-A-Live (The Bongo Song)
Played-A-Live (The Bongo Song) is een nummer van het Deense percussieduo Safri Duo. Het werd in 2000 uitgebracht als leadsingle van het studioalbum Episode II. In Denemarken en Zwitserland bereikte het nummer de eerste plek in de nationale hitlijsten.
Naast de eerste plekken in thuisland Denemarken en Zweden, bereikte het duo in Duitsland, Vlaanderen en Wallonië de tweede plaats van de hitlijst, net als in de Nederlandse Top 40. Hier stond het twee weken, achter It Wasn't Me van Shaggy. In nog negen andere landen stond Played-A-Live (The Bongo Song) in de top tien. Het werd ook verkozen tot Dancesmash op Radio 538.

## Hitnoteringen

### Nederlandse Top 40
| Hitnotering: 10-02-2001 t/m 28-07-2001 | Hitnotering: 10-02-2001 t/m 28-07-2001 | Hitnotering: 10-02-2001 t/m 28-07-2001 | Hitnotering: 10-02-2001 t/m 28-07-2001 | Hitnotering: 10-02-2001 t/m 28-07-2001 | Hitnotering: 10-02-2001 t/m 28-07-2001 | Hitnotering: 10-02-2001 t/m 28-07-2001 | Hitnotering: 10-02-2001 t/m 28-07-2001 | Hitnotering: 10-02-2001 t/m 28-07-2001 | Hitnotering: 10-02-2001 t/m 28-07-2001 | Hitnotering: 10-02-2001 t/m 28-07-2001 | Hitnotering: 10-02-2001 t/m 28-07-2001 | Hitnotering: 10-02-2001 t/m 28-07-2001 | Hitnotering: 10-02-2001 t/m 28-07-2001 | Hitnotering: 10-02-2001 t/m 28-07-2001 | Hitnotering: 10-02-2001 t/m 28-07-2001 | Hitnotering: 10-02-2001 t/m 28-07-2001 | Hitnotering: 10-02-2001 t/m 28-07-2001 | Hitnotering: 10-02-2001 t/m 28-07-2001 | Hitnotering: 10-02-2001 t/m 28-07-2001 | Hitnotering: 10-02-2001 t/m 28-07-2001 | Hitnotering: 10-02-2001 t/m 28-07-2001 | Hitnotering: 10-02-2001 t/m 28-07-2001 | Hitnotering: 10-02-2001 t/m 28-07-2001 | Hitnotering: 10-02-2001 t/m 28-07-2001 | Hitnotering: 10-02-2001 t/m 28-07-2001 | Hitnotering: 10-02-2001 t/m 28-07-2001 |
| Week:                                  | 1                                      | 2                                      | 3                                      | 4                                      | 5                                      | 6                                      | 7                                      | 8                                      | 9                                      | 10                                     | 11                                     | 12                                     | 13                                     | 14                                     | 15                                     | 16                                     | 17                                     | 18                                     | 19                                     | 20                                     | 21                                     | 22                                     | 23                                     | 24                                     | 25                                     |                                        |
| -------------------------------------- | -------------------------------------- | -------------------------------------- | -------------------------------------- | -------------------------------------- | -------------------------------------- | -------------------------------------- | -------------------------------------- | -------------------------------------- | -------------------------------------- | -------------------------------------- | -------------------------------------- | -------------------------------------- | -------------------------------------- | -------------------------------------- | -------------------------------------- | -------------------------------------- | -------------------------------------- | -------------------------------------- | -------------------------------------- | -------------------------------------- | -------------------------------------- | -------------------------------------- | -------------------------------------- | -------------------------------------- | -------------------------------------- | -------------------------------------- |
| Positie:                               | 31                                     | 23                                     | 22                                     | 20                                     | 13                                     | 7                                      | 7                                      | 2                                      | 2                                      | 3                                      | 3                                      | 3                                      | 5                                      | 5                                      | 7                                      | 8                                      | 11                                     | 12                                     | 13                                     | 20                                     | 16                                     | 21                                     | 23                                     | 30                                     | 32                                     | uit                                    |

## Trivia
- Played-A-Live (The Bongo Song) fungeert als opkomstlied van de Nederlandse voetbalclub De Graafschap.